# Liste der Monuments historiques in Bousseraucourt
Die Liste der Monuments historiques in Bousseraucourt führt die Monuments historiques in der französischen Gemeinde Bousseraucourt auf.

## Liste der Objekte
| Bezeichnung               | Beschreibung                                                           | Standort                        | Kennzeichnung | Schutzstatus | Datum | Bild |
| ------------------------- | ---------------------------------------------------------------------- | ------------------------------- | ------------- | ------------ | ----- | ---- |
| Taufbecken                | Stein, 16. Jahrhundert                                                 | in der Kirche St-Étienne (Lage) | PM70000161    | Classé       | 1960  |      |
| Skulptur Madonna mit Kind | Stein, 14. Jahrhundert                                                 | in der Kirche St-Étienne (Lage) | PM70000162    | Classé       | 1960  |      |
| Ziborium                  | Silber, 18. Jahrhundert                                                | in der Kirche St-Étienne (Lage) | PM70000163    | Classé       | 1960  |      |
| Liturgische Gewänder      | Kasel, Stola, Manipel und Kelchvelum; Seide, bestickt, 18. Jahrhundert | in der Kirche St-Étienne (Lage) | PM70000164    | Classé       | 1960  |      |
| Skulptur Madonna          | Holz, vergoldet, 19. Jahrhundert                                       | in der Kirche St-Étienne (Lage) | PM70002227    | Inscrit      | 1985  |      |
| Kirchenbänke              | Holz, bezeichnet 1788                                                  | in der Kirche St-Étienne (Lage) | PM70002228    | Inscrit      | 1985  |      |